# Quang hợp nhân tạo

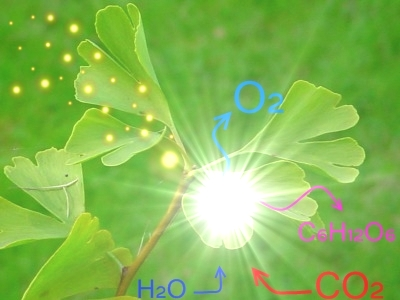
Vào năm 2019, các chuyên gia của Đại học Cambridge đã phát triển một lò phản ứng năng lượng mặt trời dựa trên thiết kế "lá nhân tạo", sử dụng ánh sáng mặt trời, carbon dioxide và nước để tạo ra axit formic. Tuy nhiên, chiếc lá nhân tạo này vẫn phải sử dụng các thành phần từ pin mặt trời.
Sau đó, nhóm chuyên gia đã sử dụng chất bán dẫn để tạo nên một "tấm xúc tác quang" và áp dụng công nghệ hiện đại "photoheet". Tấm này có thể tiếp nhận ánh sáng mặt trời, carbon dioxide và nước để tạo thành oxy và axit formic - một loại nhiên liệu lưu trữ mà không cần nguồn điện nào.
Trong công bố trên tạp chí khoa học Nature Energy ngày 24-8, các chuyên gia khẳng định thiết bị mới trong tương lai có thể được phát triển thêm và sử dụng trong các trang trại năng lượng mặt trời (Solar farm) sản xuất nhiên liệu sạch. Tức là không sử dụng gì ngoài ánh sáng mặt trời và nước làm đầu vào.

Quang hợp nhân tạo là một lĩnh vực mới áp dụng công nghệ vào việc chế tạo các vật liệu nhân tạo nhằm ứng dụng trong tự nhiên để giảm thải về các vấn đề ô nhiễm môi trường, sinh thái, khí hậu, sự tuyệt chủng...

## Lịch sử
Ngày 30 tháng 7 năm 2012, Panasonic công bố nghiên cứu tại Hội nghị Quốc tế về Chuyển đổi và Lưu trữ Năng lượng Mặt trời lần thứ 19 được tổ chức ở Pasadena (Mỹ) việc tái sử dụng dioxide carbon thành nguồn năng lượng có thể dùng được. Hệ thống hiệu quả này có cấu trúc đơn giản, sử dụng chất bán dẫn nitrit làm điện cực quang (photo-electrode).

## Hiệu quả
Quang hợp nhân tạo này sử dụng loại vật liệu đặc biệt, có khả năng hấp thụ khí CO2 cao gấp 1.000 lần cây tự nhiên, giúp giảm tác hại của khí thải và hiện tượng nóng lên toàn cầu.

## Ứng dụng
Một sinh viên của Anh mới đây giới thiệu chiếc lá nhân tạo có chức năng như lá thật trong tự nhiên, có thể hấp thụ nước, ánh sáng và quang hợp để tạo ra khí oxy. Lá nhân tạo có lục lạp được chiết xuất từ nhiên liệu protein trong sợi tơ. Do đó, khi được tiếp xúc với ánh sáng và nước, quá trình quang hợp và sinh oxy sẽ diễn ra bình thường. Với khả năng quang hợp, lá nhân tạo có thể được ứng dụng trong thiết kế nội thất, hệ thống thông gió ở các tòa nhà lớn, giúp bầu không khí trong lành hơn.
Sự quang hợp nhân tạo có thể đóng góp quyết định cho việc giải quyết các vấn đề về năng lượng và khí hậu, nếu các nhà nghiên cứu tìm ra một phương pháp sản xuất hiệu quả khí hydro với sự hỗ trợ của năng lượng mặt trời.
Panasonic mới đây phát triển một hệ thống quang hợp nhân tạo, chuyển đổi dioxide carbon (CO2) thành các chất hữu cơ bằng cách chiếu sáng dưới ánh mặt trời, đạt hiệu suất 0,2% - hiệu suất cao hàng đầu thế giới hiện nay. Hiệu suất này có thể so sánh được với cây cối thật, dùng cho việc việc tạo năng lượng sinh khối (năng lượng từ chất hữu cơ). Bí quyết của hệ thống là ở việc áp dụng ứng dụng chất bán dẫn nitrit, làm cho hệ thống đơn giản và hiệu quả. Nghiên cứu này sẽ là cơ sở cho việc chế tạo hệ thống để thu hồi và chuyển đổi CO2 từ các lò đốt rác, nhà máy điện hoặc những hoạt động công nghiệp.